# Tusschenwegen

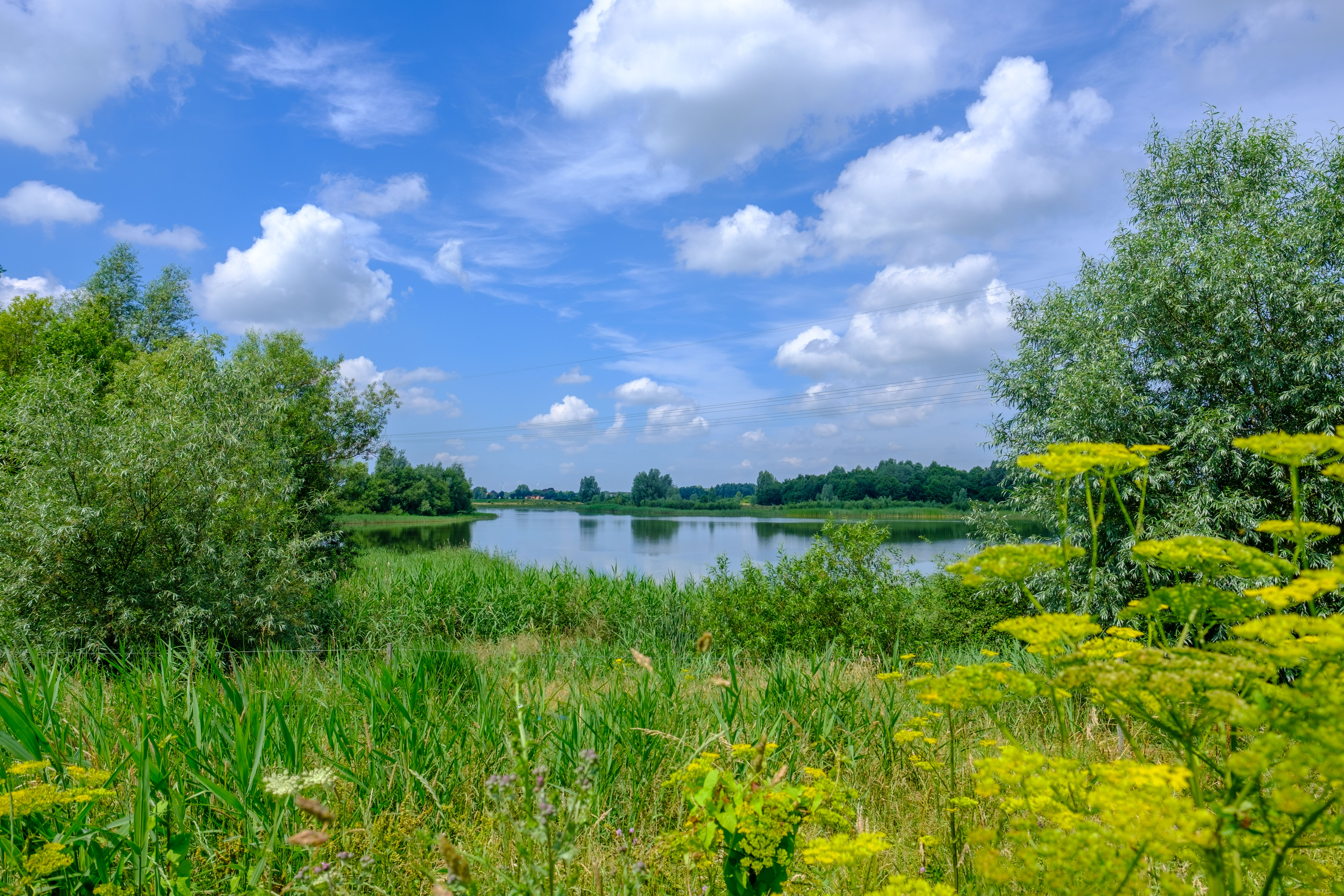
Waterrijk gebied in het zuidelijke deel gezien vanaf de dijk langs de Pekel A

Tusschenwegen is een natuurgebied en waterbergingsgebied van Staatsbosbeheer ten zuiden van Winschoten in de Nederlandse provincie Groningen. Als waterbergingsgebied wordt het ook wel 'Winschoten-Zuid' genoemd.
Het natuurgebied ligt in een punt ten noorden van de Pekel A, ten oosten van het gehucht (Winschoter) Zuiderveen, ten zuiden van de wijk Winschoten-Zuid en ten westen van het gehucht Winschoterhogebrug. Direct ten oosten van het gebied ligt de gereconstrueerde 16e-eeuwse Bruggeschans. 
De naam Tusschenwegen verwijst naar de historische naam voor het gebied tussen Blijhamsterweg, Udesweg, Zuiderveen en Pekel A. De oorsprong van het gebied ligt bij de in 1983 aangenomen Wet Herinrichting Oost-Groningen en de Gronings-Drentse Veenkoloniën, waarbij hier een gebied van 60 hectare bestemd werd tot bos. Na de wateroverlast van 1998 (waarbij de Tussenklappenpolder noodgedwongen onder water werd gezet) werd waterschap Hunze en Aa's gedwongen op zoek te gaan naar gebieden voor noodwaterberging. Hoewel hiervoor aanvankelijk de polder Turfwaard bij Oude Pekela werd geselecteerd, werd uiteindelijk voor dit gebied gekozen omdat hiervoor minder grond hoefde te worden verworven en er hier een combinatie van waterberging en natuur kon worden gelegd. Het noordelijke deel van het waterbergingsgebied ligt buiten het natuurgebied en is bestemd voor een eventuele toekomstige zuidelijke stadsuitbreiding van Winschoten.
Het gebied werd vervolgens aangelegd tussen 2005 en 2006 en kreeg een (grotere) oppervlakte van 84 hectare. Het zuidelijke deel bestaat uit plas-dras en moerasgebied ter bevordering van vogels, klein wild en bloemen. In het midden en noorden grazen Schotse hooglanders en konikpaarden tussen bloemenweides en stukken bos. Het gebied is opengesteld voor wandelaars en fietsers. Bij hoogwater kan er in 24 uur tijd 1,7 miljoen kuub water in worden gepompt vanuit het Winschoterdiep en de Pekel A om wateroverlast te voorkomen. Via gemaal Zuiderveen aan zuidzijde van het gebied kan het bij een gunstigere waterstand vervolgens weer ingelaten worden in de Pekel A.
Aan noordzijde zijn twee grote ronde vijvers aangelegd die door middel van hoogteverschil (een met het peil van de Pekel A en een met een niveau ter hoogte van het maaiveld in het gebied) in elkaar kunnen overstromen en vervolgens via een 190 meter lange overstort naar een poldersloot. Deze vijvers dragen de naam 'Natte ogen' en vormen een zogenoemd waterkunstwerk.

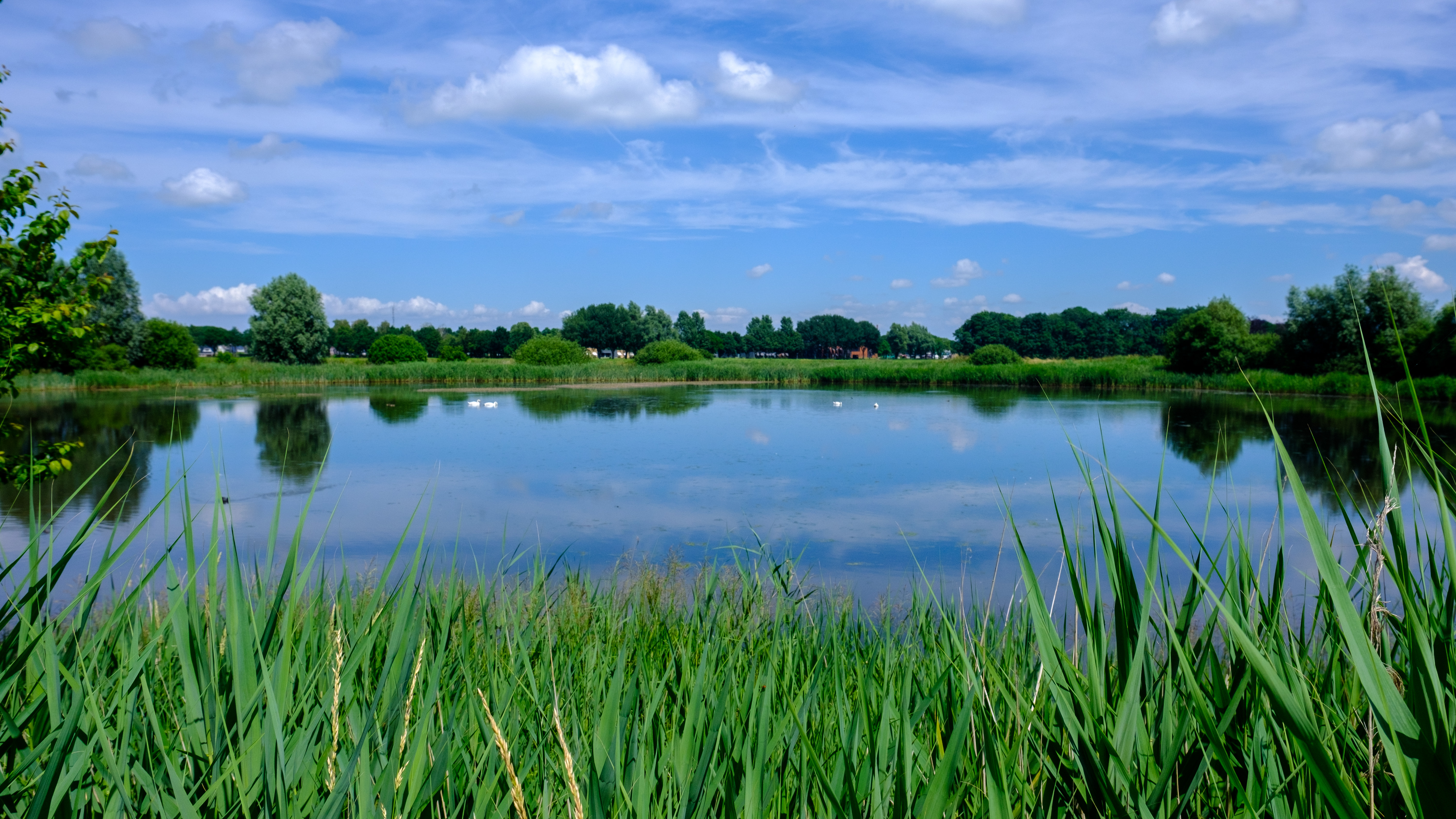
Een van de 'Natte Ogen'
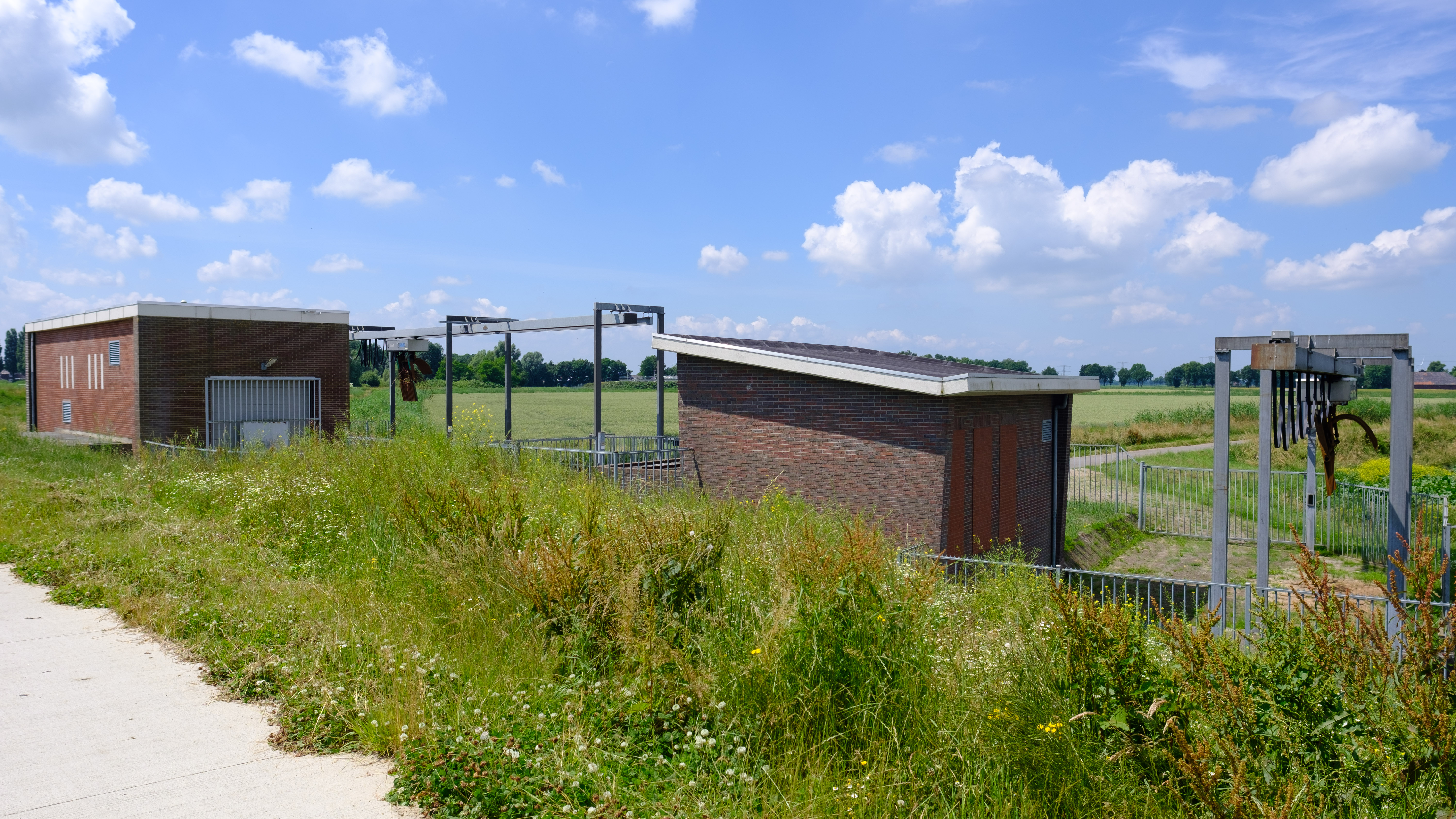
De gemalen Oude Pekela (links) en Zuiderveen (rechts) gezien vanaf de dijk langs de Pekel A. Gemaal Zuiderveen is verantwoordelijk voor het leegpompen van het gebied indien het onder water gezet wordt